# Santa Emilia, Sonora
Santa Emilia är en ort i Mexiko.   Den ligger i kommunen Hermosillo och delstaten Sonora, i den nordvästra delen av landet, 1 600 km nordväst om huvudstaden Mexico City. Santa Emilia ligger 257 meter över havet och antalet invånare är 145.
Terrängen runt Santa Emilia är platt, och sluttar västerut. Runt Santa Emilia är det ganska glesbefolkat, med 45 invånare per kvadratkilometer. Närmaste större samhälle är Hermosillo, 18,9 km väster om Santa Emilia. Omgivningarna runt Santa Emilia är i huvudsak ett öppet busklandskap.